# 東京迪士尼樂祥飯店
東京迪士尼樂祥飯店（Tokyo Disney Celebration Hotel），位於千葉縣浦安市新區（填海地），是日本唯一一間不在東京迪士尼度假區內的迪士尼飯店。飯店由兩幢建築構成，一幢是以「夢想」與「心願」為主題的「心願館」，另一幢則是以「冒險」與「發現」為主題的「探索館」。

## 概要
飯店前身為2005年2月25日開業的「椰林噴泉中庭飯店（Palm & Fountain Terrace Hotel）」，由「椰林中庭」及「噴泉中庭」兩幢建築構成。2016年2月27日，「噴泉中庭」首先結業進行改造。同年6月1日，由「噴泉中庭」改造而成的東迪樂祥飯店「心願館」開業，同時「椰林中庭」結業進行改造。同年9月10日，由「椰林中庭」改造而成的東迪樂祥飯店「探索館」開業。

## 服務及設施

### 客房
飯店全館禁煙，共設352間客房。

### 餐食
飯店內有餐廳，位於「心願館」及「探索館」的一樓，提供自助早餐服務。
12歲以上收費1700日圓一位，4至11歲收費700一位，3歲及以下免費。
飯店無午餐、晚餐服務。

### 商店
- 便利店（24小時營業）
- 迪士尼商店（08:00～21:00）

## 交通
飯店提供免費接駁巴士服務，由飯店前往東京迪士尼樂園、東京迪士尼海洋的車程約20分鐘。

## 圖集

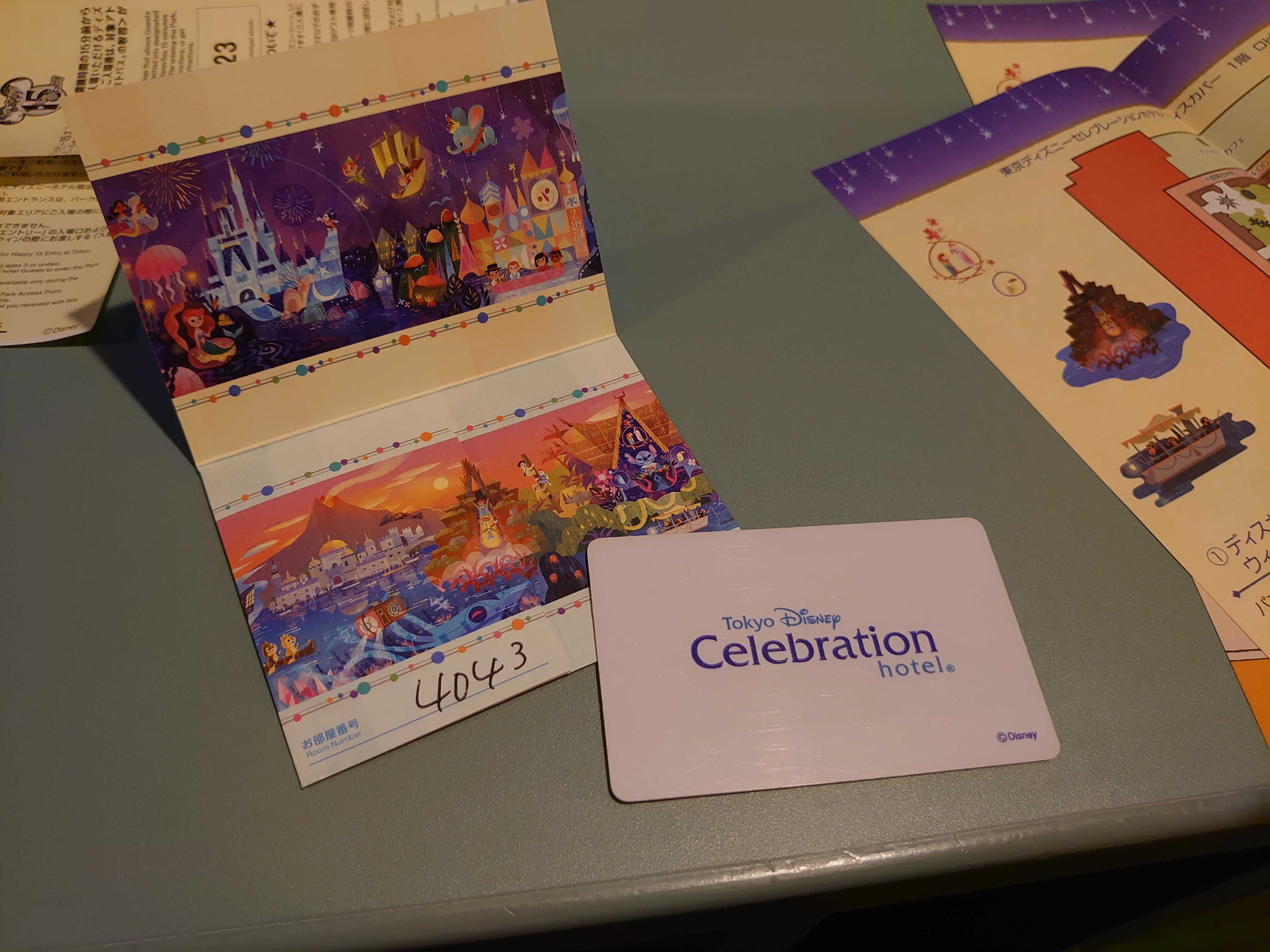
房卡
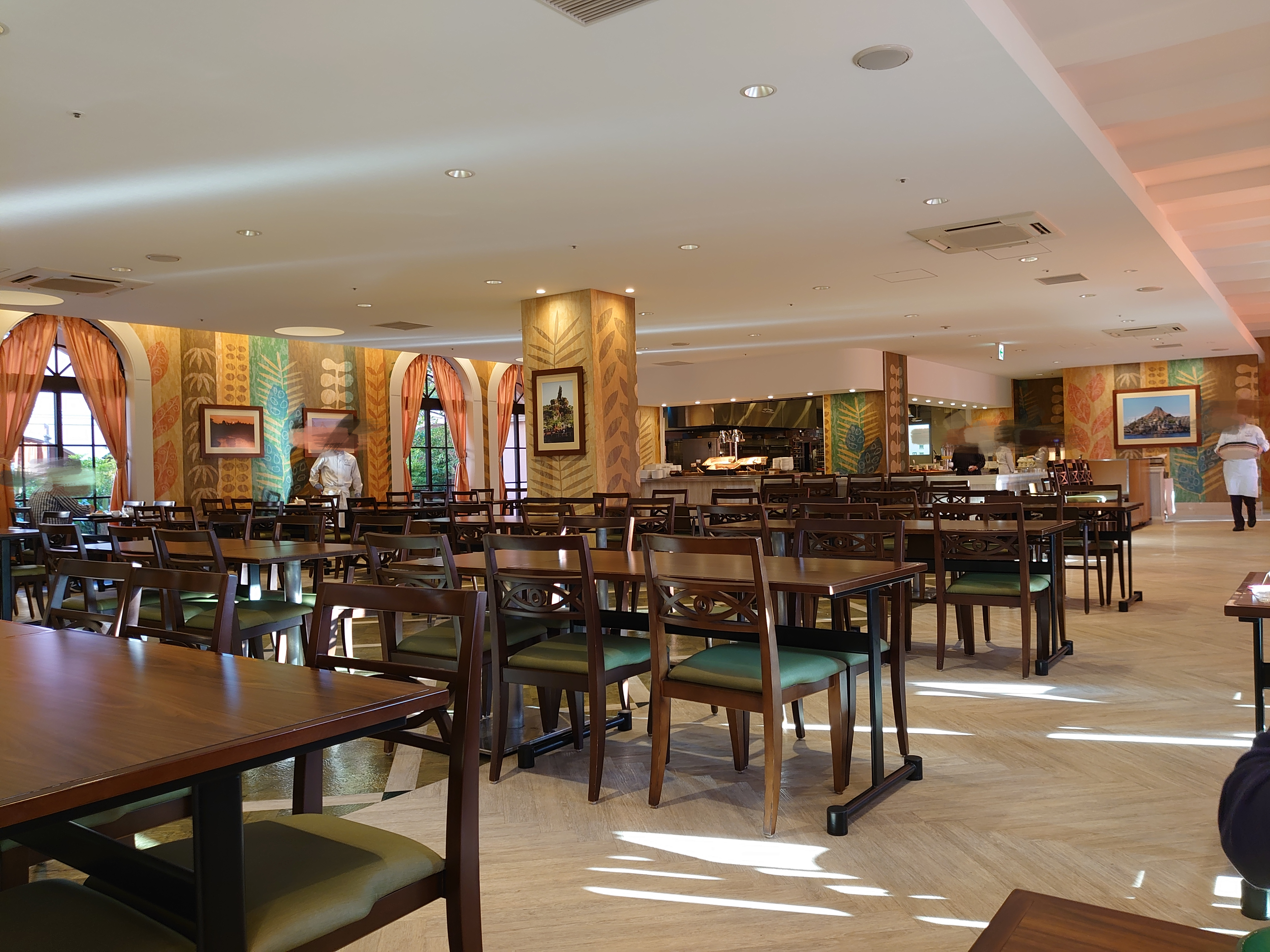
心願館「Wish Cafe」餐廳內部
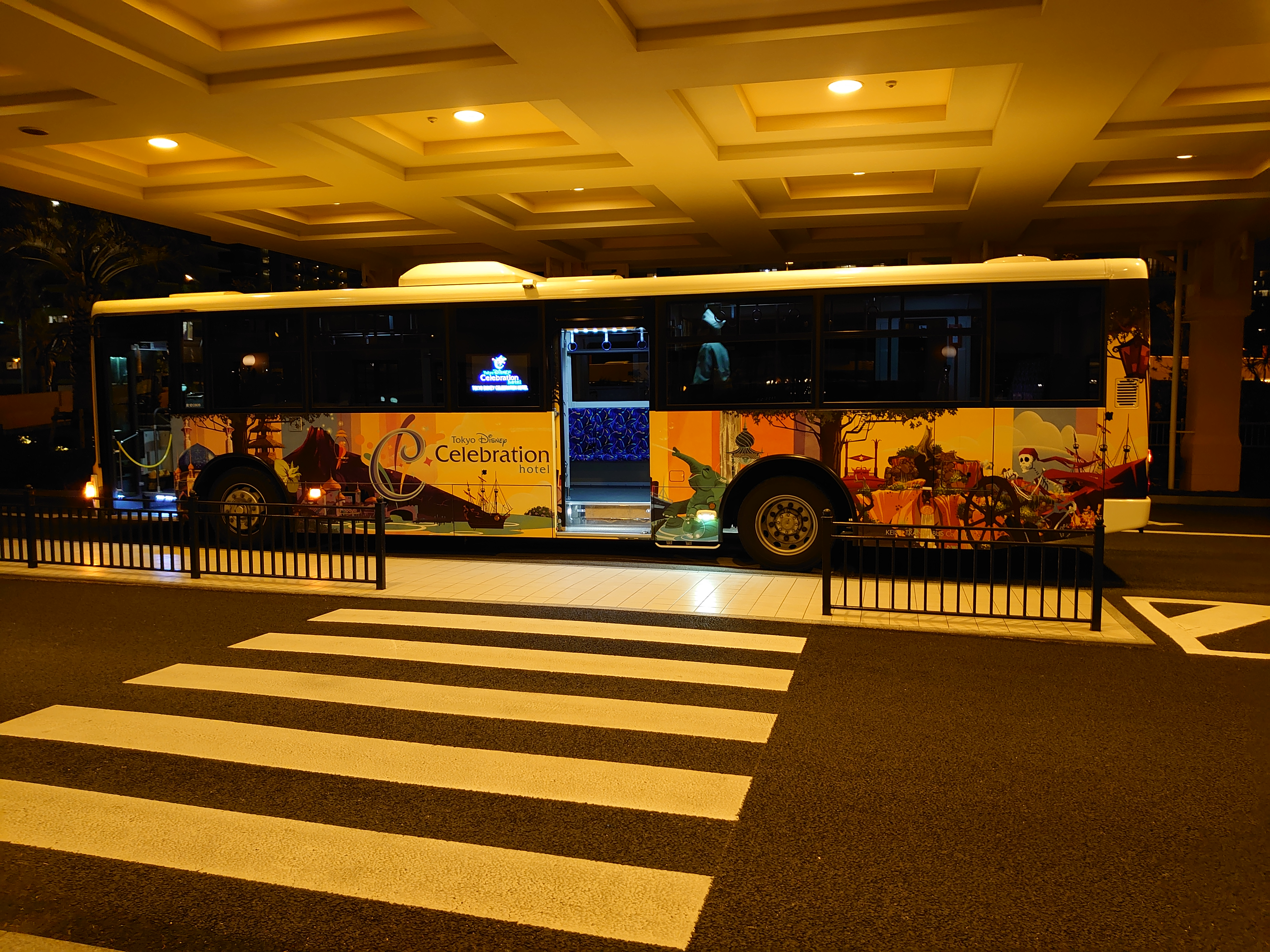
接駁巴士（往返東京迪士尼度假區）

## 外部鏈接
- 東京迪士尼樂祥飯店官方網頁